# Juan Vicente Herrera Campo

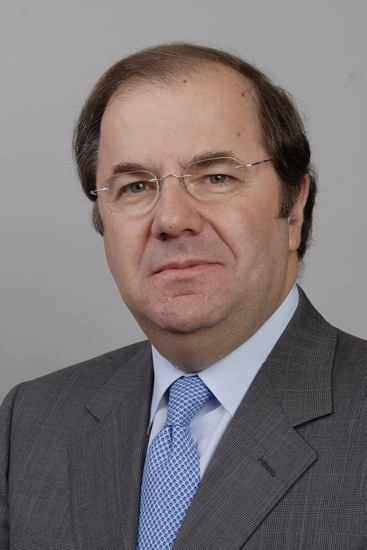
Juan Vicente Herrera Campo

Juan Vicente Herrera Campo (Burgos, 23 de janeiro de 1956), é um político espanhol.
É atual Presidente da Junta de Castela e Leão, desde 2001.